# Bol
Bol (název pochází z latinského "vallum", česky "hradba" či "val") je opčina na jihu ostrova Brač, spadající pod Splitsko-dalmatskou župu (Chorvatsko), žije zde 1630 obyvatel (2011). Bol je známý především pro svoji pláž Zlatni rat (česky "Zlatý roh"). Navzdory všeobecné popularitě Chorvatska pro letní dovolené mezi českými turisty, kteří se umisťují kolem 5. příčky co do počtu návštěvníků této přímořské země, na Bol mnoho Čechů necestuje. V roce 2016 se čeští turisté neumístili ani v žebříčku osmi národností nejčastějších návštěvníků, na kterém kromě turistů z Německa jsou též Skandinávci, Italové, Francouzi a Angličané.
Bol se vyvinul v turistické centrum ostrova a stal se vedoucí turistickou destinací Dalmátska. Během 90. let rozvoj turismu stagnoval kvůli zuřící válce v Jugoslávii. Dnes je ale Bol opět nevyhnutelnou mekkou Dalmácie a Jaderského moře. Jeho vedoucí pozici potvrzuje celá řada ocenění města a především jeho nejznámější pláže Zlatni rat, která v roce 2019 získala ocenění "Nejlepší pláž světa".

## Turistické a sportovní vyžití
Bol je typická chorvatská přímořská vesnice, žijící převážně z turismu, avšak stejně jako jiné lokality i Bol nabízí specifické aktivity a místa lákající turisty.

### Zlatni rat

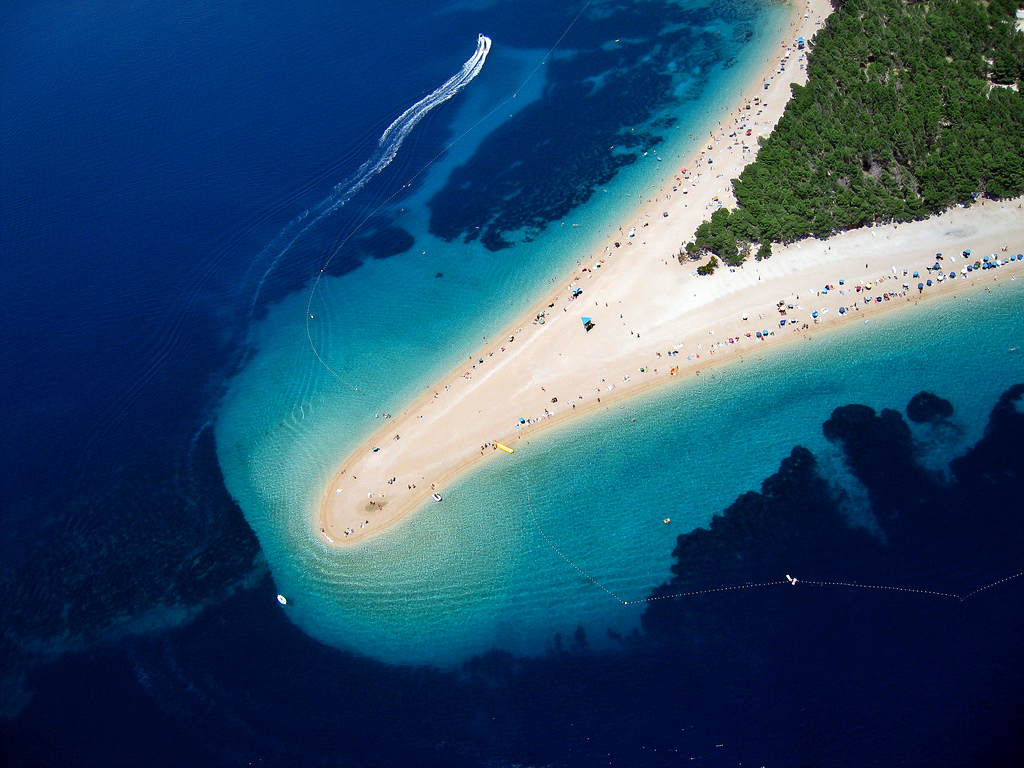
Pláž Zlatni rat

Zlatni rat je přibližně 300 metrů dlouhá pláž, na prudce se svažujícím poloostrově ve tvaru rohu vybíhajícího z ostrova směrem do Hvarského kanálu. Po obou stranách tohoto poloostrova se rozkládá celkem 630 metrů dlouhá oblázková pláž, která se pro svůj vzhled stala turisty oblíbenou a vyhledávanou lokalitou lokalitou vesnice. Tato oblázková pláž se nachází zhruba 2 km západně od městského přístavu a celou cestu vede promenáda s četnými hotely a plážovými bary. V borovém lesíku v těsném sousedství Zlatni ratu se nacházejí zbytky římské vily, včetně zbytku nádrže, někdy označované jako plavecký bazén, i když patrně šlo spíše o vodní rezervoár. Pláž stále mění svůj tvar, protože oblázky jsou unášeny mořskými proudy a vlnami a „roh“ je tak někdy zahnutý doprava, jindy doleva. Moře obklopující nejen pláž Zlatni rat je na Bolu čisté a průzračné, avšak lehce chladnější díky proudu způsobenému úžinou mezi ostrovem Brač a protějším ostrovem Hvar. Jeho charakteristický a fotogenický tvar lze vidět na mnoha pohledech a turistických brožurách, které z něj postupně udělaly jeden ze symbolů chorvatského turismu. V roce 2008 společnost Red Bull na této pláži uspořádala Red Bull Golden Jump, akci během které se soutěžilo ve skákání na kiteboardu napříč přes Zlatni rat.

### Windsurfing a kiteboarding

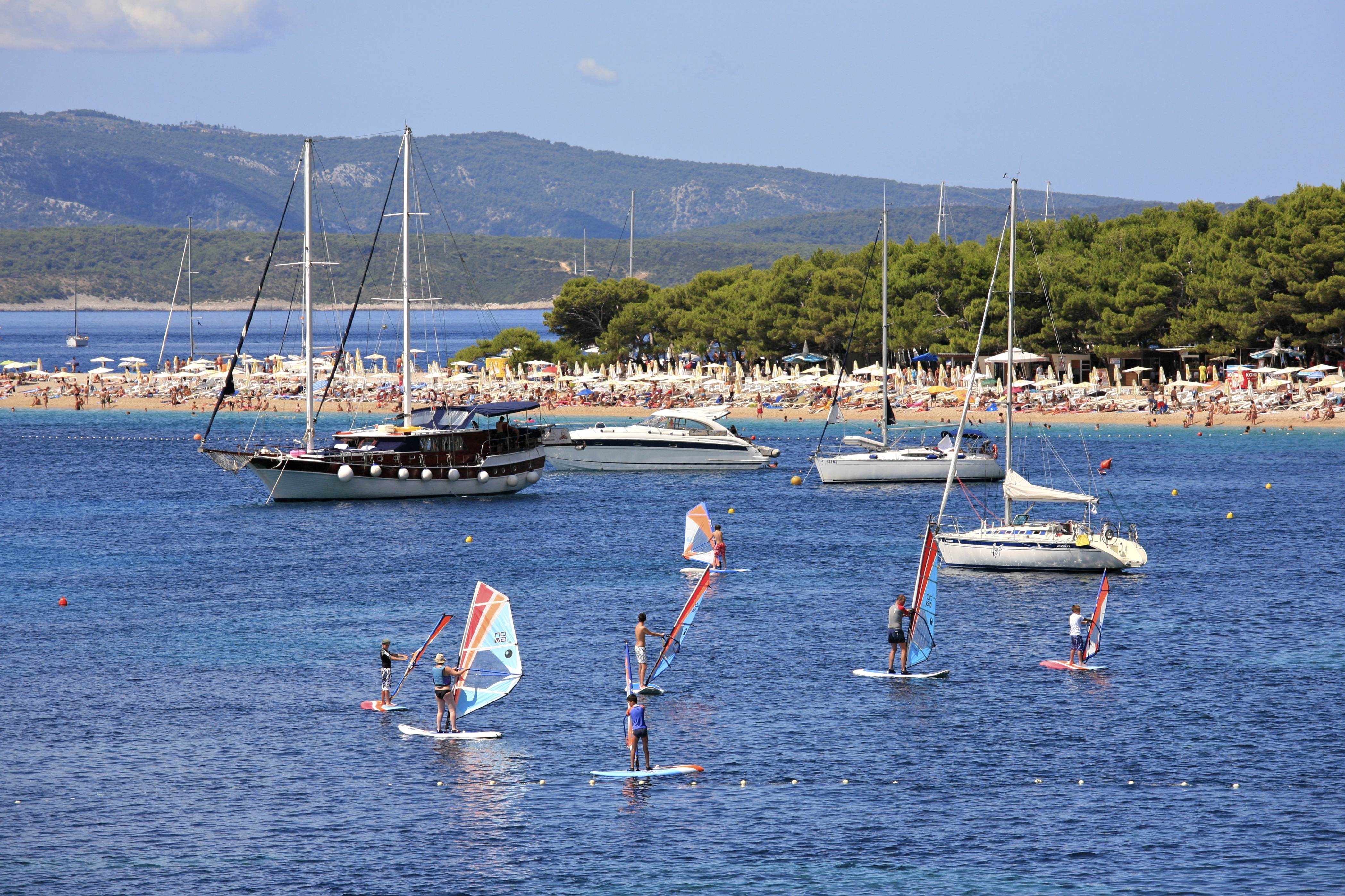
Začátečníci učící se windsurfing při dopoledním vánku Levanat s pláží Zlatni rat v pozadí

Vesnice Bol je rovněž vyhledávanou lokalitou pro windsurfing a kiteboarding, kterým poskytuje dobré podmínky. Během léta se zde pravidelně střídá dopolední lehký východní vánek zvaný levanat, vhodný i pro začátečníky, který se kolem poledne otáčí a ustupuje západnímu větru zvanému mistrál. Odpolední mistrál je ještě podpořený termikou využívající nahřáté hory na Makarské, které tvoří podtlak a podporují tak sílu mistrálu. Tento vítr je velmi stálý bez velkých poryvů a nejdou s ním velké vlny, což vytváří vhodné podmínky pro pokročilejší jezdce. Podle statistik s takto chová vítr na Bolu s 80% pravděpodobností. Výhodou levanatu a mistrálu je i jejich směr, který je zde podél pláže, což jen umocňuje dostupnost a určitou bezpečnost windsurfingu v této lokalitě. Ve zbylých 20 % případů může foukat jugo, což je jihovýchodní vítr, který si mohou začátečníci díky jeho směru splést s levanatem, jedná se však o frontální vítr s vyšší rychlostí a především s sebou přináší velké houpavé vlny a užijí si na něm spíše pokročilí jezdci. Odpolední mistrál může zesílit, když se k němu naopak přidá frontální tramontana. Tuto kombinaci lze poznat pomocí vysoké rychlosti větru, vyšších poryvů a velkým vlnám, které při čistém mistrálu nespatříte. Poslední vítr, se kterým se lze na Bolu setkat, je bóra, která je typická v zimním období, ale také během letních nocí, a někdy vydrží i během letního dne. Je to jediný vítr, na který se zde nejezdí. Díky velmi strmým horám nad Bolem tento vítr padá na hladinu moře u pobřeží, kde díky tomu často mění směr. Je velmi poryvový a fouká směrem od břehu, kde postupně zesiluje s přibývající vzdáleností od pláže. Je tudíž velmi složité se vrátit a nastoupat si proti větru zpět na pláž. Říká se, že bóra vyčistí vzduch a následující dny zase lépe funguje termika a pravidelné střídání levanatu s mistrálem.

### Vidova gora

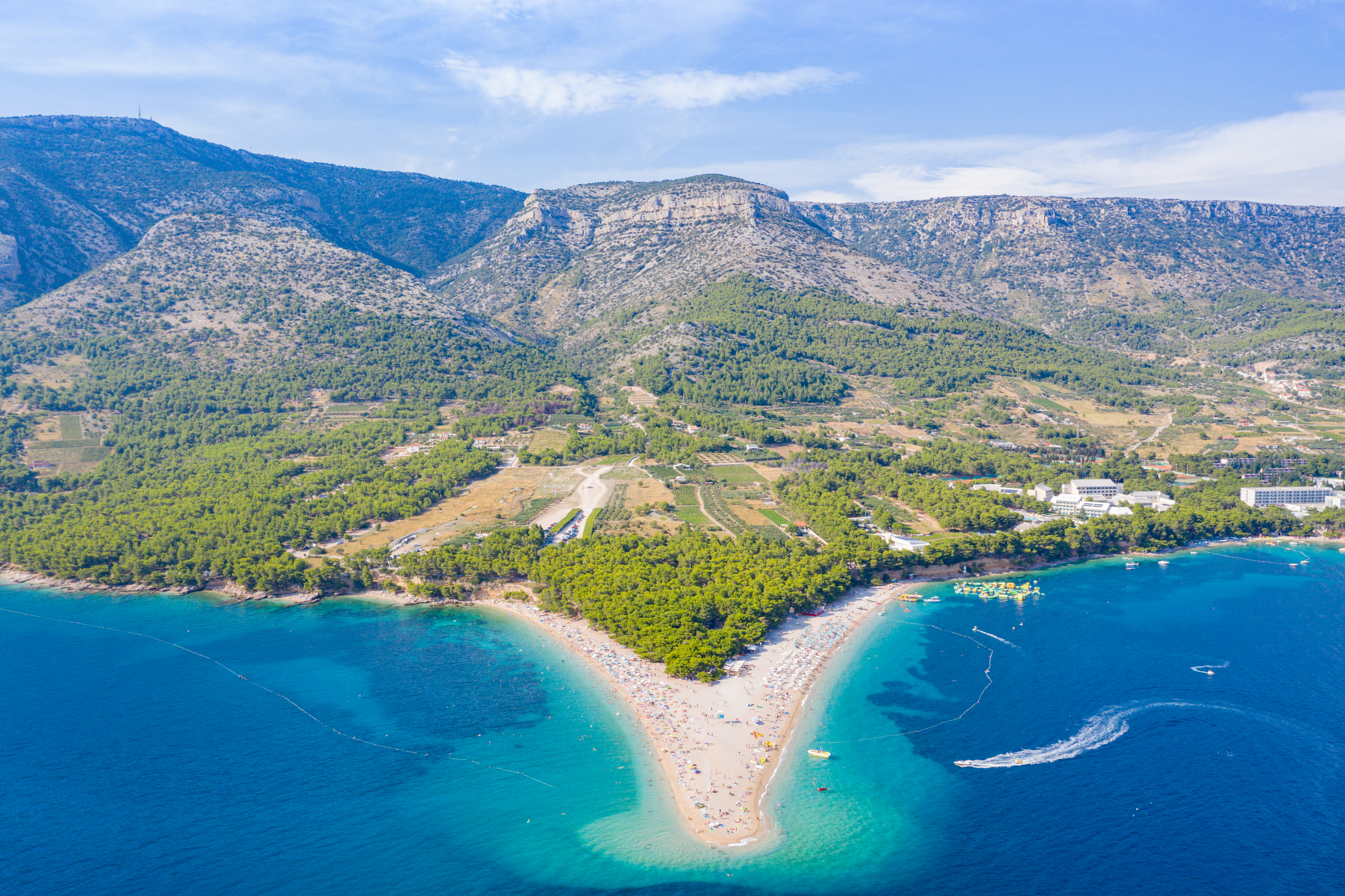
Vidova gora tyčící se nad pláží Zlatni rat

Vidova gora (česky "Vítova hora") na ostrově Brači je nejvyšší horou na ostrovech Jaderského moře. Má tvar podlouhlého krasového hřebenu podél jižního pobřeží Brače, jehož úbočí mají velmi rozdílný ráz. Jižní svahy padají příkře do moře směrem k Bolu, severní strana se zvolna svažuje jako mírně nakloněná krasová náhorní rovina široká kolem deseti kilometrů. Je přitom z větší části pokryta řídkou trávou, středomořskou makchií a v oblasti Kneževravan pod Vidovou gorou také borovým lesem. Rozsáhlá náhorní rovina zaujímá více než polovinu území ostrova a je zcela neobydlená a pustá, neboť se všechna větší osídlená místa kromě Nerežišće nacházejí na pobřeží. Vidova gora poskytuje mnoho možností pro pěší i cyklistickou turistiku a láká například k brzkému rannímu výšlapu a pozorování východu slunce právě z vrcholku této hory. Vrchol hory rovněž nabízí výhled na polovinu Dalmácie.

### Další vyžití na Bolu
- Klášter Blaca nad úzkou zátokou dále na východ, kde mnich a astronom Nikola Miličević dlouhodobě prováděl astronomická měření.
- Dominikánský klášter na východním okraji ostrova obsahuje muzeum s exponáty s výjevy z historie obce a kláštera, klášterní zahradu, několik pláží a možnost přenocování
- Dračí sluj v Murvici s podivnými bizarními malbami a velkou kresbou draka
- Bol je také vyhledávaný pro své přístavní restaurace a četné bary podél celé promenády.

Od roku 1991 v opčině probíhá ženský profesionální turnaj WTA v tenise Croatia Bol Open.